# Adım Adım
 (décembre 2012).
Si vous disposez d'ouvrages ou d'articles de référence ou si vous connaissez des sites web de qualité traitant du thème abordé ici, merci de compléter l'article en donnant les références utiles à sa vérifiabilité et en les liant à la section « Notes et références ».
 (mars 2022).
Le contenu est difficilement compréhensible vu les erreurs de traduction, qui sont peut-être dues à l'utilisation d'un logiciel de traduction automatique.

Logo d'Adım Adım.

Adım Adım ("pas-à-pas" en turc) est une initiative sociale basée sur le volontariat en Turquie qui promeut les dons caritatifs par le biais du parrainage de sports tels que la course à pied, le cyclisme, la natation et le trekking.
Fondée en 2007, Adım Adım est le premier groupe sportif qui recueille des fonds pour des actions caritatives en Turquie. Depuis 2011, il est devenu le plus grand groupe de course à pied amateur du pays.
Adım Adım est le partenaire officiel du Marathon d'Istanbul et du Marathon d'Antalya. Les chiffres donnés par Adım Adım montrent qu'il a aidé à collecter plus d'un million de dollars de fonds ces dernières années.

## Projets
Contrairement à de nombreuses autres initiatives similaires, Adım Adım travaille pour plusieurs organisations caritatives, se contentant de servir d'intermédiaire pour la collecte des dons. Lorsqu'ils choisissent les organisations qu'ils soutiennent, Adim Adim explique qu'ils prennent en compte des critères tels que l'utilité sociale d'un projet, la transparence et l'obligation de rendre des comptes.
Entre 2007-2011, Adım Adım a soutenu les projets suivants :   
- Association de Buğday  - TaTuTa Organic Farm Stays Project[8].
- La Fondation des volontaires de l'éducation de la Turquie (TEGV) - Midyat et Savur, Mardin Projet d'unité mobile d'éducation “Ateşböceği”.
- Association Turque de traumatisme médullaire (TOFD) - Projet de Fauteuil Roulant Motorisé.
- La Fondation des volontaires de la communité (TOG) - Bourses pour des jeunes étudiants.